# Эмегха, Эмануэль
Эмануэль Эссе Эмегха (нидерл. Emanuel Esseh Emegha; родился 3 февраля 2003, Гаага, Нидерланды) — нидерландский футболист, нападающий французского клуба «Страсбур».

## Футбольная карьера
Эммануэль — уроженец города Гаага. Футболом начинал заниматься в команде «Вреденбюрх», откуда перебрался в школу роттердамской «Спарты». Весной 2020 года подписал свой первый профессиональный контракт с клубом сроком на три года. 
2 февраля 2020 года дебютировал за вторую команду «Спарты» — «Йонг Спарта» в поединке против ХФК. С сезона 2020/2021 тренируется с основной командой. 13 сентября 2020 года дебютировал в Эредивизи в поединке против амстердамского «Аякса», выйдя на поле на замену после перерыва вместо Дероя Дуарте.
31 января 2022 года перешёл в бельгийский «Антверпен», подписав с клубом четырёхлетний контракт.
В 2017 году провёл один матч за нидерландскую сборную до 15 лет. С 2021 года играет за сборную до 19 лет

## Семья
Мать Эммануэля нигерийка, а отец родом из Того.
У него есть брат-близнец — Джошуа, который на данный момент является игроком молодёжной команды.